# جلكى دانفوردية
جلكى دانفوردية (الاسم العلمي: Eudontomyzon danfordi) هي نوع من الحيوانات المائية يتبع جنس جلكى مسننة من فصيلة الجلكية.